# HD203006
HD203006 — хімічно пекулярна зоря спектрального класу A2, що має видиму зоряну величину в смузі V приблизно  4,8.
Вона  розташована на відстані близько 186,5 світлових років від Сонця.

## Фізичні характеристики
Телескоп Гіппаркос зареєстрував фотометричну змінність  даної зорі з періодом    2,12 доби в межах від  Hmin= 4,84 до  Hmax= 4,82.

## Пекулярний хімічний склад
Зоряна атмосфера HD203006 має підвищений вміст 
Cr
.

## Магнітне поле
Спектр даної зорі вказує на наявність магнітного поля у її зоряній атмосфері.
Напруженість повздовжної компоненти поля оціненої з аналізу
наявних ліній металів
становить  344,7± 153,5 Гаус.